# Chronologie d'Istanbul

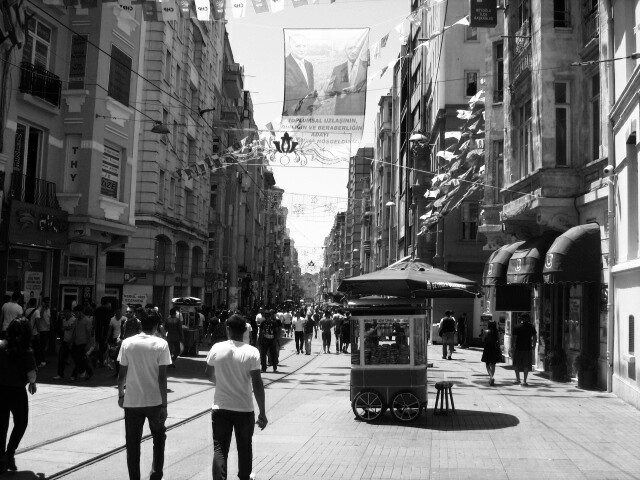
Istanbul - Khayaban Esteghlal.
Noms de Khayaban, Istanbul, Turquie

Cette page présente une chronologie de l'histoire de la ville d'Istanbul, en Turquie.

## Avant leIVesiècle: Byzance
- 657 avant J.C. - Byzance (Byzantion) est fondée par les Grecs.
- 513 avant J.C. - Ville prise par les Perses de Darius le Grand[1].
- 479 avant J.C. - Les Spartiates prennent le contrôle de Byzance aux Perses après leur victoire à la bataille de Platées.
- 411 avant J.C. - Prise par Sparte.
- 408 avant J.C. - Prise par Athènes.
- 340 avant J.C. - Assiégée sans succès par les forces de Philippe II de Macédoine.
- 317 avant J.C. - Bataille de Byzance.
- 193 de notre ère :
  - Assiégée par Septime Sévère.
  - Population : 15 000 habitants.
- 196 - Prise par Septime Sévère. Les murs sont démolis et la ville rasée.
- 203
  - Septime Sévère reconstruit la ville.
  - Hippodrome construit (date approximative).
  - Rue principale de Mese construite.
  - Bains de Zeuxippe construits (date approximative).
  - Murs reconstruits.
- 267 - Prise par les Hérules.

## IVe-XVesiècles: Constantinople
- 315 - Église Sainte-Irène construite (date approximative).
- 324
  - 8 novembre : Constantin renomme la ville en Constantinoupolis (Constantinople) et commence de vastes travaux de reconstruction.
  - La Colonne Serpentine de Delphes est transférée dans la ville pour orner le nouvel hippodrome agrandi.
  - Population : 20 000 habitants.
- 328 - 4 novembre : l'empereur Constantin fait de Constantinople une capitale, une Nouvelle Rome (Nova Roma).
- 330
  - 11 mai : Colonne de Constantin inaugurée.
  - Église des Saints-Apôtres érigée (date approximative).
  - Église Saint-Sauveur in Chora construite.
  - Milion érigé (date approximative).
- 332 - 18 mai : distribution gratuite de nourriture aux citoyens : 80 000 rations en un jour.
- 359 - Premier préfet urbain nommé.
- 360 - 15 février : Grande église de la Sainte Sagesse inaugurée.
- 362 - Kontoskalion ou Nouveau Port construit.
- 365 - La ville est prise par les forces de Procopius.
- 368
  - Aqueduc de Valens achevé.
  - Palais de Magnaure construit (date approximative).
  - Population : 150 000 habitants.
- 378 - Bataille de Constantinople : Les Goths attaquent la ville.
- 381 - Le premier concile de Constantinople se tient dans l'église Sainte-Irène.
- 382 - L'aqueduc de Valens est prolongé.
- 390 - Obélisque de Théodose érigé.
- 393
  - Forum de Théodose reconstruit.
  - Colonne de Théodose érigée.
  - Arc de Théodose achevé.
  - Population : 200 000 habitants.
- 395 - Tremblement de terre.
- 400 - La ville est occupée par les troupes rebelles de Gaïnas pendant plusieurs mois.
- 401 - Construction de la colonne d'Arcadius.
- 403
  - Forum d'Arcadius construit.
  - Colonne d'Aelia Eudoxia érigée.
  - Tremblement de terre.
- 407 - 1er avril : Tremblement de terre.
- 413 - Murailles de Théodose construites.
- 415 - 10 octobre : église de Théodose II inaugurée.
- 420 - Palais de Lausos construit (date approximative).
- 421 - Citerne d'Aetius construite.
- 425 - 27 février : Pandidakterion (école universitaire) fondée par l'empereur Théodose II.
- 428 - Citerne de Théodose bâtie (date approximative).
- 430 - Palais d'Antiochos construit.
- 433 – Août : un incendie détruit des constructions le long de la Corne d'Or.
- 437 – 25 septembre : Les murailles de Constantin et de Théodose endommagées par un tremblement de terre.
- 439 – Palais de Boucoléon construit (date approximative).
- 440 – Église Saint André de Crète bâtie (date approximative).
- 447
  - 26 janvier : les Murs, endommagés par un tremblement de terre, sont reconstruits en soixante jours par 16 000 travailleurs sous le consul Constantinus.
  - 6 novembre : les murs sont à nouveau endommagés par un séisme.
- 450
  - Colonne de Marcien érigée (date approximative).
  - Église Sainte-Marie-des-Blachernes érigée.
- 459
  - Construction de la citerne d'Aspar.
  - Augustaion reconstruit.
- 462 – Monastère du Stoudion fondé.
- 464 – Septembre : incendie sur les quais de la Corne d'Or.
- 473 – La bibliothèque impériale de Constantinople est incendiée.
- 476 – Citerne Basilique rebâtie (date approximative).
- 478 – 25 septembre : Les murs à nouveau endommagés par un séisme.
- 498 – Des émeutes endommagent l'hippodrome et ses alentours.
- 500
  - Citerne de Mocius édifiée (date approximative).
  - Palais de Blachernae construit (date approximative).
- 524 – Église Saint-Polyeucte édifiée.
- 527 – Début de la construction de l'église des Saints-Serge-et-Bacchus.
- 532
  - Janvier : Sédition Nika (soulèvement populaire).
  - 23 février : début de la construction de l'église Sainte-Sophie.
- 533 – Séisme.
- 537
  - 26 décembre : achèvement de l'église Sainte-Sophie, qui devient la plus vaste église du monde.
  - Population : 300 000 à 500 000 habitants.
- 541 – La peste de Justinien tue 40% de la population.
- 543 – Colonne de Justinien érigée.
- 548 – Église Sainte-Irène rebâtie.
- 550 – 28 juin : église des Saints-Apôtres reconstruite.
- 553 – Deuxième concile de Constantinople.
- 554 – 16 août : tremblement de terre.
- 557 – 14 décembre : le tremblement de terre de Constantinople détruit de vastes parties de la ville.
- 560 – Monastère de Sainte-Marie de la Source construit.
- 570
  - Chrysotriklinos (salle de réception du Palais) construite par l'empereur Justin II (date approximative).
  - Orphelinat de Saint Paul fondé (date approximative).
- 575 – Le port de Kontoskalion est agrandi.
- 576 – L'aqueduc de Valens est réparé et étendu.
- 582 – Famine.
- 626 – Siège de Constantinople par les Avars, les Slaves et les Perses Sassanides.
- 674–678 – Premier siège de Constantinople par les Arabes.
- 680 – Troisième concile de Constantinople.
- 692 – Concile œcuménique in Trullo.
- 717–718 – Second siège de Constantinople par les Arabes.
- 740 – 26 octobre : séisme.
- 766 – Aqueduc de Valens restauré.
- 769 – Église Notre-Dame du Phare en activité.
- 813 – La ville est assiégée par les forces Bulgares.
- 821 – La ville est assiégée par les troupes de Thomas le Slave.
- 860 – Siège de Constantinople par les Slaves.
- 869 – Une portion des murs disparaît dans un séisme.
- 870 – Quatrième concile de Constantinople (église catholique).
- 880
  - Quatrième concile de Constantinople (église orthodoxe).
  - 1er mai : Nea Ekklesia (Nouvelle église) construite.
- 907 – Siège de Constantinople par les Slaves.
- 908 – Monastère de Lips construit.
- 920 – Monastère de Myrelaion édifié.
- 922 – Bataille de Constantinople contre les Bulgares.
- 941 – Siège de Constantinople par les Slaves.
- 971 – Église du Christ érigée par l'empereur Jean Ier Tzimiskès.
- 1000 – Église Saint-Théodore édifiée (date approximative).
- 1030 – Monastère de Sainte Marie Peribleptos construite par l'empereur Romain III Argyre.
- 1045 – Monastère de St-Georges des Manganes édifié.
- 1047 – Septembre : siège par les rebelles sous Léon Tornikios.
- 1059 – Église Saint Thekla du palais des Blachernes construite.
- 1060 – Église Pammakaristos construite (date approximative).
- 1081 – Église de Chora rebâtie.
- 1087 – Monastère du Christ Pantepoptes construit.
- 1100
  - Papier en usage [2].
  - Église Saint Jean le Précurseur édifiée.
- 1110 – Tour de Léandre érigée.
- 1136 – Monastère du Pantocrator achevé.
- 1147 – Septembre : bataille de Constantinople contre les Croisés.
- 1182 – Avril : massacre des Latins de Constantinople.
- 1197 – 25 juillet : un incendie détruit le quartier Latin.
- 1200 – Église Sainte Marie Diaconesse érigée.
- 1203 – Siège de Constantinople lors de la quatrième croisade.
- 1204 – Avril : siège de Constantinople par les Croisés, les Latins prennent la ville qui est saccagée.
- 1235 – Nouveau siège de Constantinople par les Bulgares.
- 1241 – Bataille navale de Constantinople entre l'Empire de Nicée et Venise.
- 1260 – Siège de Constantinople pour reprendre la ville aux Latins.
- 1261
  - 25 juillet : la ville est prise par les forces de l'Empire de Nicée dirigées par Alexis Strategopoulos.
  - Population : 35 000 habitants.
- 1289 – Juin : séisme.
- 1307 – Monastère du Christ Philanthrope édifié.
- 1325 – Église Saint Paul érigée.
- 1332 – 17 janvier : séisme.
- 1347
  - 14 octobre : séisme.
  - 18 octobre : séisme.
- 1348
  - Tour de Galata construite par les Génois.
  - Population : 80 000 habitants.
- 1351 – 28 mai : cinquième concile de Constantinople.
- 1376 – la ville est assiégée par les forces du Byzantin Andronic IV Paléologue.
- 1394
  - Blocus de la ville par les forces Ottomanes de Bayezid Ier.
  - La forteresse Anadolu Hisarı est construite par les Ottomans.

## XVe-XVIIIesiècles
- 1402
  - Le blocus Ottoman est levé.
  - Séisme.
- 1410 – Juin : Bataille de Kosmidion.
- 1411 – Siège de Constantinople par les Ottomans.
- 1422 – Siège de Constantinople par les Ottomans.
- 1427 – Église de Saint Benoît construite.
- 1437
  - 4 septembre : séisme.
  - 25 novembre : séisme.
- 1452 – Construction de la forteresse Rumeli Hisarı par les Ottomans.
- 1453
  - 6 avril-29 mai : siège final de Constantinople ; prise de la ville par les forces Ottomanes ; Mehmed II au pouvoir.
  - La capitale de l'Empire ottoman est transférée à Constantinople à la place d'Edirne[3].
  - Sainte-Sophie est dotée de minarets et convertie en mosquée.
  - Fondation de la Medrese, prédécesseur de l'université d'Istanbul.
  - Population : 40 000 à 50 000 habitants.
- 1454
  - 18 avril : traité de Constantinople.
  - L'arsenal impérial est établi.
  - Le collège Orthodoxe Grec de Phanar est fondé.
  - Ağa hamamı (hammam) construit.
- 1458
  - La forteresse de Yedikule est édifiée.
  - La Mosquée Eyüp Sultan est construite.
- 1460 – Le Grand bazar est édifié (date approximative) [4].
- 1465 – Début de la construction du palais de Topkapı.
- 1467 – La monnaie d'État Turque est fondée.
- 1470 – Construction de la mosquée Fatih.
- 1471 – Mosquée Rum Mehmed Pasha édifiée.
- 1478 – Mosquée de Galata en activité.
- 1479 – 25 janvier : traité de Constantinople, mettant fin à la guerre avec Venise.
- 1481 – Haute école de Galatasaray établie.
- 1491 – Mosquée Firuz Agha construite à Fatih.
- 1497 – Mosquée Atik Ali Pacha établie.
- 1505 – Mosquée d'İskender Pasha à Fatih.
- 1506 – Mosquée Bayezid II achevée.
- 1509 – Séisme de Constantinople.
- 1520 – Soliman le Magnifique devient le sultan de l'Empire Ottoman.
- 1521 – Le palais Ibrahim Pasha est achevé.
- 1528 – La Mosquée du sultan Selim Ier est bâtie.
- 1531 – La mosquée Piri Mehmed Pasha est construite.
- 1533 – 22 juillet : Traité de Constantinople avec l'Autriche.
- 1535 – Ambassade de France établie.
- 1541 – Tombe de Hayreddin Barbarossa édifiée.
- 1542 – Mosquée Defterdar achevée.
- 1548
  - Mosquée Mihrimah Sultan d'Üsküdar érigée.
  - Mosquée Şehzade bâtie.
- 1550 – Madrasa Yavuz Sultan Selim en activité.
- 1554 – Maisons de café en activité[5].
- 1555 – Novembre/Décembre : mosquée Sinan Pasha bâtie.
- 1556 – Bains publics du sultan Haseki Hurrem édifiés.
- 1557
  - Mosquée Süleymaniye construite.
  - Hamam Süleymaniye édifié.
- 1563 – Mosquée Rüstem Pacha construite.
- 1567 - Achèvement du pont ottoman Soliman le Magnifique.
- Vers 1568 - Inauguration du pont de Küçükçekmece.
- 1571 – Mosquée Sokollu Mehmed Pasha édifiée.
- 1577 – Observatoire de Constantinople construit.
- 1583 – 26 mars : le premier ambassadeur Britannique arrive à Constantinople.
- 1584
  - Mosquée Molla Çelebi construite.
  - Église catholique de Sainte Marie Draperis établie.
- 1586 – Mosquée Atik Valide édifiée.
- 1590 - 21 mars : Traité de Constantinople mettant fin aux guerres dans l'Empire Ottoman.
- 1604 – Église des Saints Pierre-et-Paul construite.
- 1612 – 20 novembre : traité de Nasuh Pasha.
- 1613 – Palais d'Aynalıkavak édifié.
- 1615 – Raid Cosaque sur Istanbul.
- 1616 – Mosquée bleue édifiée.
- 1620 – Raid Cosaque.
- 1624 – Nouveaux raids Cosaques.
- 1660
  - 24-26 juillet : grand incendie.
  - Bazar aux épices construit.
- 1665 – Mosquée neuve bâtie.
- 1678 – Église de Sainte Marie Draperis reconstruite.
- 1700 – 13 juillet : traité de Constantinople mettant fin à la guerre russo-turque.
- 1710 – Mosquée Valide neuve construite.
- 1728 – Fontaine d'Ahmed III édifiée.
- 1730 – 20 septembre : rébellion de Patrona Halil.
- 1732 – Fontaine de Tophane édifiée.
- 1736 – 24 septembre : traité de Constantinople mettant fin à la guerre perso-turque.
- 1742 – 15 avril : établissement du vicariat apostolique de Constantinople.
- 1746 – Mosquée Kalenderhane consacrée.
- 1753 – Hôpital Yedikule fondé.
- 1755 – Mosquée Nuruosmaniye construite.
- 1763 – Mosquée Laleli consacrée.
- 1766 – Séisme.
- 1769 – Mosquée Zeynep Sultan édifiée.
- 1773 – Collège de l'ingénierie navale fondé.
- 1774 – Casernes Rami rebâties.
- 1795 – École impériale d'ingénierie militaire établie.

## XIXesiècle
- 1801 – Grande Mosquée Selimiye construite.
- 1806 – Caserne Taksim édifiée.
- 1807 et 1808 : Dépositions ottomanes de 1807-1808.
- 1821 – Massacre de Constantinople contre la communauté grecque de la ville à la suite de la déclaration d'indépendance grecque.
- 1826
  - 15 juin : Révolte des Janissaires (durement réprimée).
  - Mosquée Nusretiye édifiée.
- 1828
  - 6 février : Caserne Selimiye construite.
  - Tour de Beyazıt édifiée.
- 1831 – Octobre : Takvim-i Vekayi, premier journal en turc.
- 1832 – Février : traité de Constantinople entre l'Empire byzantin et les Occidentaux.
- 1833 – 8 juillet : traité d'Unkiar-Skelessi à la suite de la guerre russo-turque.
- 1834 – Académie militaire établie.
- 1836 – 3 septembre : pont Hayratiye construit.
- 1844 – Théâtre Naum ouvert.
- 1845
  - Pont de Galata inauguré.
  - 21 septembre : Lycée militaire Kuleli établi.
- 1846
  - Cathédrale catholique du Saint-Esprit édifiée.
  - 1er juillet : Église évangélique arménienne établie.
  - 23 juillet : Maison des sciences établie (prédécesseur de l'université d'Istanbul).
- 1848 – Tour de l'Horloge de Nusretiye édifiée.
- 1849 – 9 octobre : église Bulgare Saint-Étienne inaugurée.
- 1850 – 21 mars : lycée de filles d'Istanbul ouvert.
- 1853 – Terminal de Ferries Üsküdar ouvert.
- 1854 – Mosquée Teşvikiye bâtie.
- 1855
  - Palais Ihlamur édifié.
  - Mosquée de Dolmabahçe consacrée.
- 1856
  - 27 novembre : lycée Notre-Dame de Sion d'Istanbul ouvert.
  - Palais de Dolmabahçe édifié à Beşiktaş.
  - Mosquée d'Ortaköy construite.
  - Banque ottomane fondée.
  - Le phare de Fenerbahçe entre en service.
- 1857 – Palais de Küçüksu construit.
- 1859 – Cimetière orthodoxe grec ouvert.
- 1861
  - 14 avril : Vicariat catholique apostolique Bulgare de Constantinople établi.
  - Palais Adile Sultan édifié.
  - Liceo Italiano di Istanbul fondé.
- 1862 – Compagnie de Tabac Tekel fondée.
- 1863
  - 16 septembre : Robert College ouvert.
  - Première exposition de peinture sponsorisée par le sultan Abdülaziz.
- 1865 – Palais de Beylerbeyi édifié.
- 1866 – Théâtre Gedikpaşa Tiyatrosu établi.
- 1867 – Palais Çırağan construit.
- 1868
  - 1er avril : Cour de cassation créée.
  - 1er mai : lycée Deutsche Schule Istanbul fondé.
  - Observatoire Kandilli établi.
  - Musée de Galatasaray ouvert.
- 1870
  - 5 juin : incendie à Pera[6].
  - 24 novembre : magazine Diyojen publié.
  - Kiosque de Malte édifié.
- 1871 – Palais Feriye construit.
- 1872
  - Mosquée Pertevniyal Valide bâtie.
  - Gare de Haydarpaşa ouverte.
  - El Tiempo, journal en langue Ladino, édité.
  - 22 juillet : gares Bakırköy et de Küçükçekmece ouvertes.
  - 27 juillet : gare de Sirkeci ouverte.
  - 22 septembre : gares Bostancı, Erenköy, Feneryolu, Kartal et Kûçükyalı ouvertes.
- 1873 – 27 avril : ouverture de la gare de Fenerbahçe.
- 1874 – Population : 827 750 habitants.
- 1876
  - Üsküdar American Academy fondée.
  - Gare de Göztepe en service.
- 1880
  - 14 septembre : église grecque orthodoxe de la Sainte-Trinité d'Istanbul édifiée.
  - Palais de Yıldız construit.
- 1882
  - Palais Corpi ouvert.
  - Université des Beaux-Arts établie.
  - Lycée d'Istanbul fondé.
  - 14 janvier : Chambre de commerce d'Istanbul établie.
- 1883
  - École d'économie créée.
  - Le train de luxe Orient-Express (Paris–Istanbul) commence à fonctionner.
- 1886 – Mosquée Yıldız Hamidiye consacrée.
- 1890
  - Tour de l'Horloge de Yıldız achevée.
  - Brasserie Tekel Birası établie.
- 1891 – 13 juin : Musée impérial (actuel Musée archéologique d'Istanbul) inauguré.
- 1892
  - L'Hôtel Pera Palace ouvre.
  - École tribale impériale fondée.
- 1894 – 10 juillet : un séisme dans le golfe d'Izmit tue près de 1 349 personnes [7].
- 1895
  - Tour de l'horloge de Dolmabahçe achevée.
  - L'institut archéologique Russe de Constantinople est fondé.
- 1896 - 26 août : Prise de la Banque ottomane.
- 1897
  - Traité de Constantinople à la suite de la guerre gréco-turque.
  - Musée naval d'Istanbul inauguré.
- 1899 – 20 avril : port de Haydarpaşa ouvert.

## XXesiècle
- 1900 – Port de Galata ouvert.
- 1901
  - 27 janvier : Fontaine allemande inaugurée.
  - Cimetière Juif d'Ulus en service.
- 1903 – 4 mars : fondation du club omnisports de Beşiktaş J.K.
- 1905 – 30 octobre : fondation du club omnisports de Galatasaray S.K.
- 1907
  - 3 mai : fondation du club de football de Fenerbahçe S.K.
  - Le palais du Khédive est construit par le Khédive d'Egypte.
- 1908
  - Istanbul devient une province constituée de neuf districts.
  - Le Comité national olympique ottoman est fondé.
  - Le stade Şükrü Saracoğlu est inauguré.
  - Le lycée de Kabataş est établi.
  - Osmanischer Lloyd, journal en allemand, publié.
  - Jamanak, journal arménien, publié.
  - El Gugeton, journal en Ladino, publié.
  - Fondation du club de football Beykoz S.K.D.
- 1909
  - 13 avril : contre-révolution ottomane.
  - 24 avril : incident du 31 mars.
  - Banque nationale de Turquie fondée.
- 1911
  - Université Technique Yıldız établie.
  - 11 juin : église byzantine grecque-catholique fondée.
  - 23 juillet : monument de la liberté d'Istanbul érigé.
- 1912
  - İnterbank déménage son siège dans la ville.
  - Église catholique Saint-Antoine-de-Padoue d'Istanbul édifiée.
  - Ouverture du parc Gülhane.
- 1913
  - 23 janvier : coup d'État ottoman.
  - 29 septembre : traité de Constantinople entre la Bulgarie et l'Empire ottoman.
  - Ouverture du Musée des Arts turcs et islamiques[8].
  - Hippodrome Veliefendi inauguré.
- 1914
  - Population : 1 125 000 habitants.
  - 25 janvier : le tramway électrique commence à fonctionner du côté européen.
  - Club sportif de Beyoğluspor fondé.
- 1915
  - 24 avril : rafle des intellectuels Arméniens.
  - 15 juin : les 20 pendus du Hentchak sur la place Beyazıt.
- 1916 – Monument des martyrs de l'aviation érigé.
- 1917 – Conservatoire de musique Darülelhan fondé.
- 1918
  - 13 novembre : occupation de Constantinople par les Forces alliées, par l'armistice de Moudros[9].
  - Novembre : société secrète Karakol fondée contre l'occupation de la ville.
- 1919 – Démonstrations de Sultanahmet contre l'occupation.
- 1921 – Stade Taksim inauguré.
- 1923
  - 4 octobre : fin de l'occupation alliée, et la nouvellement formée république de Turquie en prend le contrôle.
  - 13 octobre : la capitale turque est transférée d'Istanbul à Ankara.
- 1924
  - Ouverture de l'aéroport d'Istanbul à Yeşilköy.
  - 7 mai : le journal Cumhuriyet commence ses publications.
- 1925 – 12 juillet : Apoyevmatini, journal en langue Grecque, paraît.
- 1926 – 4 janvier : fondation du club de football d'İstanbulspor.
- 1927 – 6 mars : l'opéra Süreyya ouvre ses portes.
- 1928 – Le tramway commence son exploitation côté asiatique.
- 1930 – La ville est renommée officiellement « Istanbul »[10].
- 1931 – Synagogue italienne en fonction.
- 1933
  - 1er août : l'université d'Istanbul est fondée.
  - Musée zoologique d'Istanbul inauguré.
- 1934 – 26 septembre : lycée Haydarpaşa fondé.
- 1936 – L'observatoire de l'Université est inauguré.
- 1940
  - Ligne de chemin de fer Berlin–Bagdad opérationnelle.
  - Pont Atatürk construit.
  - Fondation du club de football Sarıyer S.K.
  - Population : 789 346 habitants.
- 1943 – Parc Gezi construit.
- 1944 – 22 février : la compagnie de biscuits Ülker est établie.
- 1945
  - Population: 860 558 habitants[11].
  - Stade Ali-Sami-Yen construit pour le club de Galatasaray.
- 1947
  - 9 août : Amphithéâtre Cemil Topuzlu (théâtre en plein air) ouvert.
  - 29 octobre : Şalom, hebdomadaire juif, commence ses publications.
- 1948 – 1er mai : fondation du journal national Hürriyet.
- 1949
  - 3 juin : ouverture du Centre des Congrès et des Expositions d'Istanbul.
  - Le journal İstanbul publié.
- 1950
  - Population : 1 000 022 habitants.
  - 3 mai : fondation du quotidien national Milliyet.
- 1951 – 25 mars : Synagogue Neve Shalom inaugurée.
- 1952 – 9 mars : ITU TV, première chaîne de télévision turque, est fondée.
- 1954 – Akbank installe son siège à Istanbul.
- 1955
  - 10 juin : ouverture de l'hôtel Hilton Istanbul Bosphorus.
  - 6-7 septembre : Pogrom d'Istanbul contre la minorité grecque.
- 1958 – Le cinéma Küçük Emek ouvre[12].
- 1961 – Mars : Hürriyet Daily News, quotidien en langue anglaise, publié.
- 1965 – Population : 2 293 823 habitants (districts d'Adalar, Bakırköy, Beşiktaş, Beykoz, Beyoğlu, Çatalca, Eyüp, Fatih, Gaziosmanpaşa, Kadıköy, Kartal, Sarıyer, Silivri, Şile, Şişli, Üsküdar, Yalova, et Zeytinburnu)[13].
- 1969
  - 12 avril : centre culturel Atatürk inauguré.
  - Efes Beverage Group établi.
- 1970 – 22 avril : le journal Türkiye commence à être publié.
- 1973
  - Pont suspendu du Bosphore ouvert.
  - Première édition du Festival international de musique d'Istanbul.
- 1977 – 1er mai : massacre de la place Taksim.
- 1979 – Première édition du marathon d'Istanbul.
- 1982
  - Première édition du festival international du film d'Istanbul.
  - Foire aux livres d'Istanbul créée.
  - World Trade Center Istanbul inauguré.
- 1984
  - 23 mars : municipalité du Grand Istanbul établie.
  - Population : 2 951 000 habitants[14].
- 1985
  - Les zones historiques d'Istanbul sont classés Patrimoine Mondial de l'UNESCO.
  - 26 Décembre : inauguration de la Bourse d'Istanbul.
- 1986 – 6 septembre : massacre de la synagogue Neve Shalom orchestré par le militant Palestinien Abu Nidal (vingt-deux morts juifs).
- 1988 – 3 juillet : ouverture du pont Fatih Sultan Mehmet.
- 1989 – 3 septembre : inauguration du métro d'Istanbul.
- 1990 – Création du club de football İstanbul Başakşehir F.K.
- 1992
  - 1er mars : attaque à la bombe à la synagogue Neve Shalom (pas de victimes ni dommages)
  - 13 juin : la première ligne du tramway d'Istanbul est ouverte.
- 1993
  - Université privée Koç ouverte.
  - 6–7 mai : second sommet ECO dans la ville.
- 1994
  - 31 octobre : université privée Bilgi établie.
  - Gare routière du Grand Istanbul édifiée.
  - Recep Tayyip Erdoğan devient maire du Grand Istanbul.
  - Population : 7 615 500 habitants (estimation)[15].
- 1995 – 12–15 mars : émeute de Gazi.
- 1996 – Conférence des Nations Unies Habitat II dans la ville.
- 1999
  - 13–14 mars : attentats d'Istanbul.
  - 26 juillet – 1er août : championnats d'Europe de natation 1999 dans la ville.
  - Le tremblement de terre d'İzmit secoue le nord-ouest de la Turquie avec une intensité très forte, faisant 17 118 à 17 127 morts et 43 953 à 50 000 blessés dans la région.

## XXIesiècle
- 2000
  - La ville s'étend et englobe les districts d'Avcılar, Bağcılar, Bahçelievler, Esenler, Güngören, Maltepe, Sultanbeyli et Tuzla.
  - Population : 10 018 735 habitants[16].
  - 26 août : Isbank Tower 1 construite.
  - 16 septembre : ligne M 2 du métro ouverte.
- 2001 – aéroport international Sabiha-Gökçen inauguré.
- 2002
  - Construction du Stade Olympique Atatürk, dans le cadre de la candidature de la ville aux Jeux Olympiques 2008.
  - Musée Sakıp Sabancı ouvert.
- 2003
  - Première édition de la Gay Pride d'Istanbul.
  - Novembre : attentats-suicide de novembre 2003[10].
  - Le parc Miniatürk ouvre[17].
- 2004
  - Les limites de la ville coïncident désormais avec celles de la province d'Istanbul.
  - 12 et 15 mai : le concours Eurovision de la chanson 2004 se tient dans la ville.
  - 28–29 juin : la ville abrite le sommet de l'OTAN Istanbul 2004.
  - 11 décembre : Le Musée d'Art moderne d'Istanbul ouvre.
- 2007
  - 19 janvier : assassinat de l'écrivain d'origine arménienne Hrant Dink.
  - 29 avril : manifestations de la République pour la laïcité.
  - Gratte ciel Şişli Plaza édifié.
- 2008 – Istanbul s'étend et englobe les districts d'Arnavutköy, Ataşehir, Başakşehir, Beylikdüzü, Çekmeköy, Esenyurt, Sancaktepe et Sultangazi[18],[19].
- 2009
  - 7 mai : Mosquée Şakirin inaugurée.
  - 17 octobre : le centre de congrès d'Istanbul ouvre ses portes.
  - Les districts de la ville passent de trente-deux à trente-neuf.
  - L'Espace Depo Art fondé[20].
- 2010 
  - Istanbul est capitale européenne de la culture.
  - 28 août–12 septembre : Championnat du monde masculin de basket-ball 2010 en Turquie et dans la ville.
- 2011
  - 23 janvier : ouverture du Türk Telekom Arena, nouveau stade de Galatasaray.
  - 4 mars : inauguration du gratte ciel Sapphire of Istanbul.
  - 1er avril : ouverture de l'Aquarium d'Istanbul[21].
- 2012
  - 17 août : inauguration de la ligne M4 du métro.
  - Population : 13 854 740 habitants.
- 2013
  - 28 mai : début du mouvement protestataire sur la place Taksim.
  - 14 juin : la ligne M3 du métro ouvre.
  - 29 octobre : ouverture au trafic du tunnel ferroviaire Marmaray, qui passe sous le Bosphore.
- 2014 – 29 novembre : le Pape François en visite pour rencontrer le patriarche Bartholomée Ier et les leaders Musulmans  .
- 2015
  - 19 avril : la ligne M6 du métro ouverte.
  - 1er décembre : attaque du métro d'Istanbul.
- 2016
  - 12 janvier : attaque suicide de janvier 2016.
  - 19 mars : attentat dans l'avenue Istiqlal.
  - 11 avril : ouverture du nouveau stade du Besiktas, le Vodafone Park.
  - 7 juin : attentat dans le centre-ville.
  - 28 juin : attentat de l'aéroport Atatürk.
  - 15–16 juillet : tentative de coup d'État à Ankara et Istanbul.
  - 26 août : le pont Yavuz Sultan Selim inauguré.
  - 10 décembre : attentats à la bombe près du Vodafone Arena.
  - 22 décembre : tunnel routier Eurasia sous le Bosphore, reliant les rives européenne et asiatique.
- 2017
  - 1er janvier : attentat de l'État islamique dans une discothèque de la ville.
  - 15 décembre : la ligne M5 du métro est ouverte.
  - Population : 15 029 231 habitants (agglomération).
- 2018 – 29 octobre : le nouvel aéroport d'Istanbul est inauguré, il est le plus grand d'Europe en capacité.
- 2019 – Ouverture côté asiatique de la mosquée de Çamlica, la plus grande de Turquie.
- 2020 - 28 octobre : la ligne M7 du métro ouvre.
- 2021 – Inauguration de la tour de télévision de Çamlica, la plus haute d'Europe (369 m).
- 2023 - 6 janvier : ouverture de la ligne M8 du métro.